# 神奈川県道518号藤野津久井線

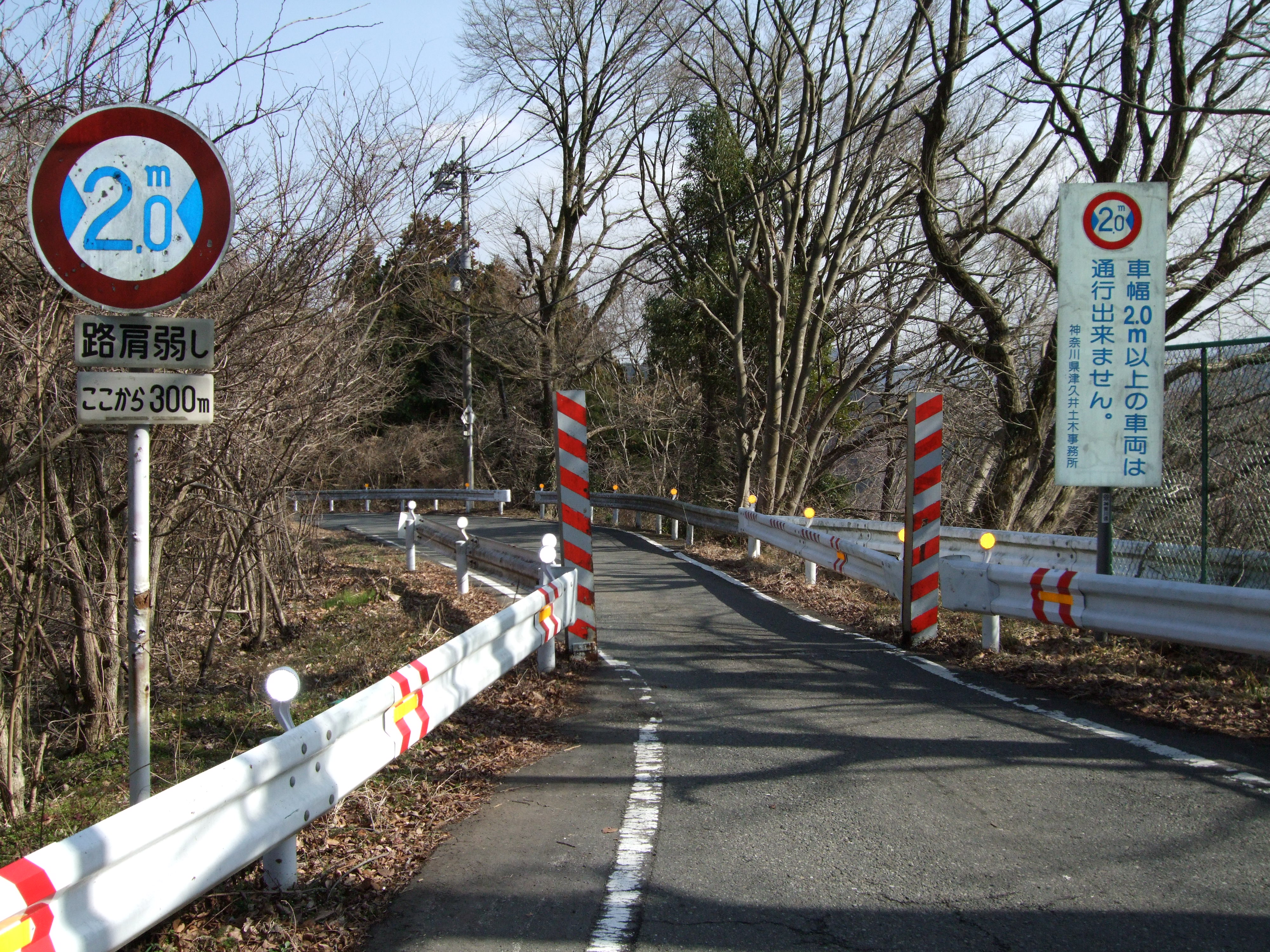
牧馬峠のゲート（牧野側）

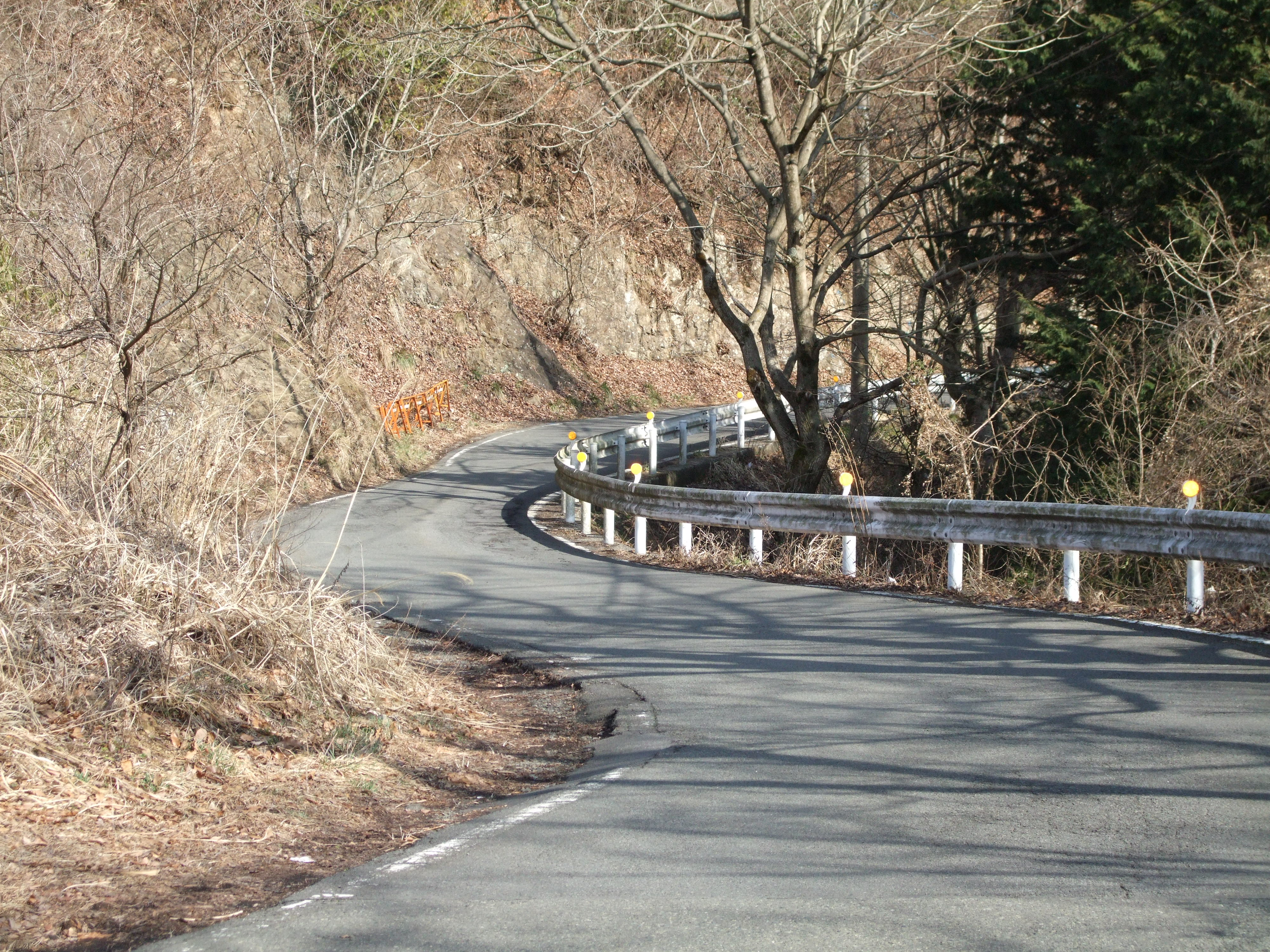
牧馬峠付近の細道

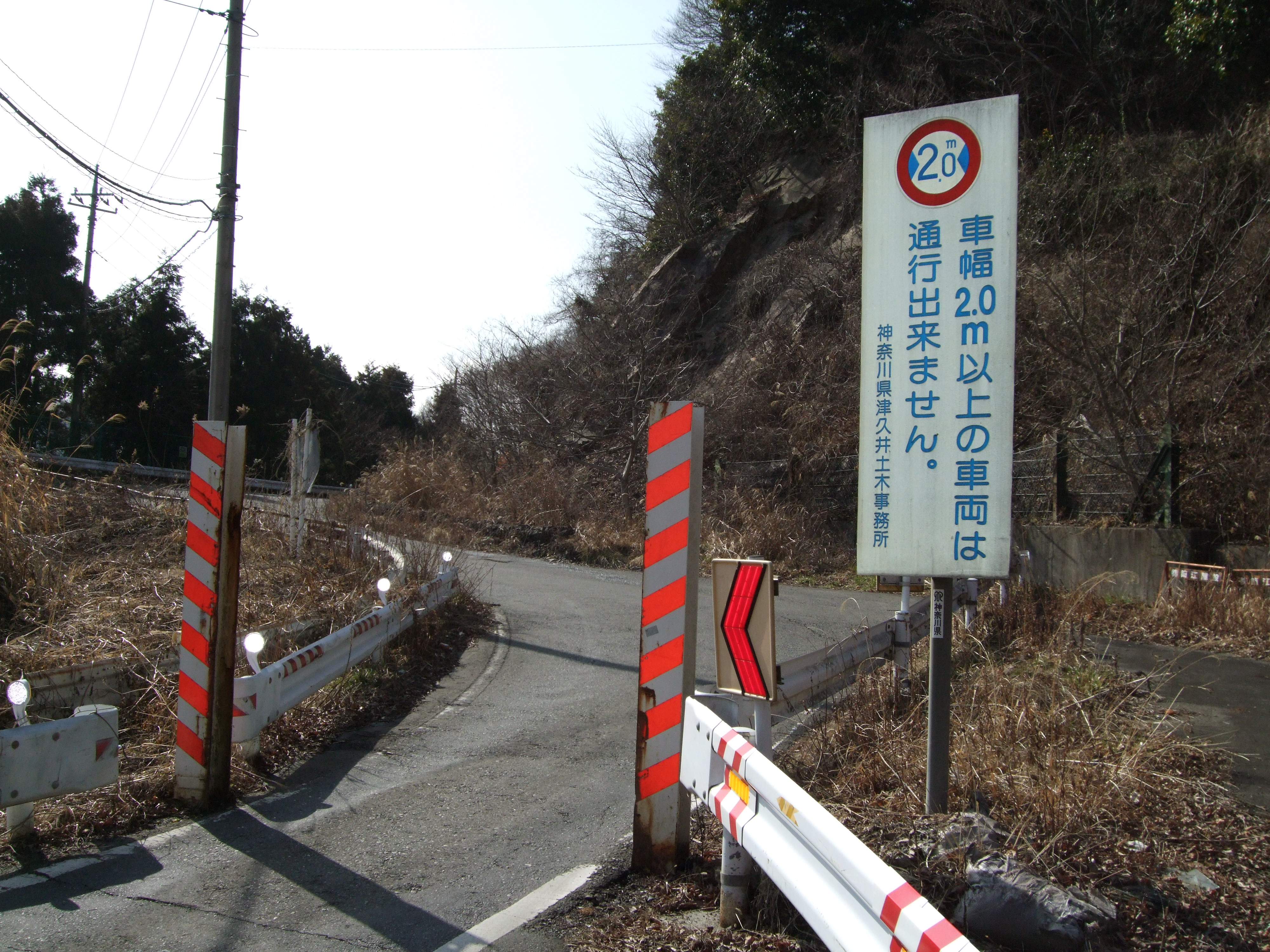
牧馬峠のゲート（青野原側）

神奈川県道518号藤野津久井線（かながわけんどう518ごう ふじのつくいせん）は、神奈川県相模原市緑区牧野から神奈川県相模原市緑区青野原に至る一般県道である。途中にある牧馬峠付近は大型車通行不可の区間があり幅員2.0mのゲートが設けられている。また牧野から牧馬峠までの区間には急坂や急カーブの区間もあるが牧馬峠から青野原までの区間は比較的広い道が続く。

## 概要

### 路線データ
- 起点：神奈川県相模原市緑区牧野
- 終点：神奈川県相模原市緑区青野原
- Google マップ

## 地理

### 通過する自治体
- 神奈川県
  - 相模原市（緑区）

### 接続する道路
- 神奈川県道517号奥牧野相模湖線
- 国道413号

### 沿線
- 牧馬峠